# 만주원류고

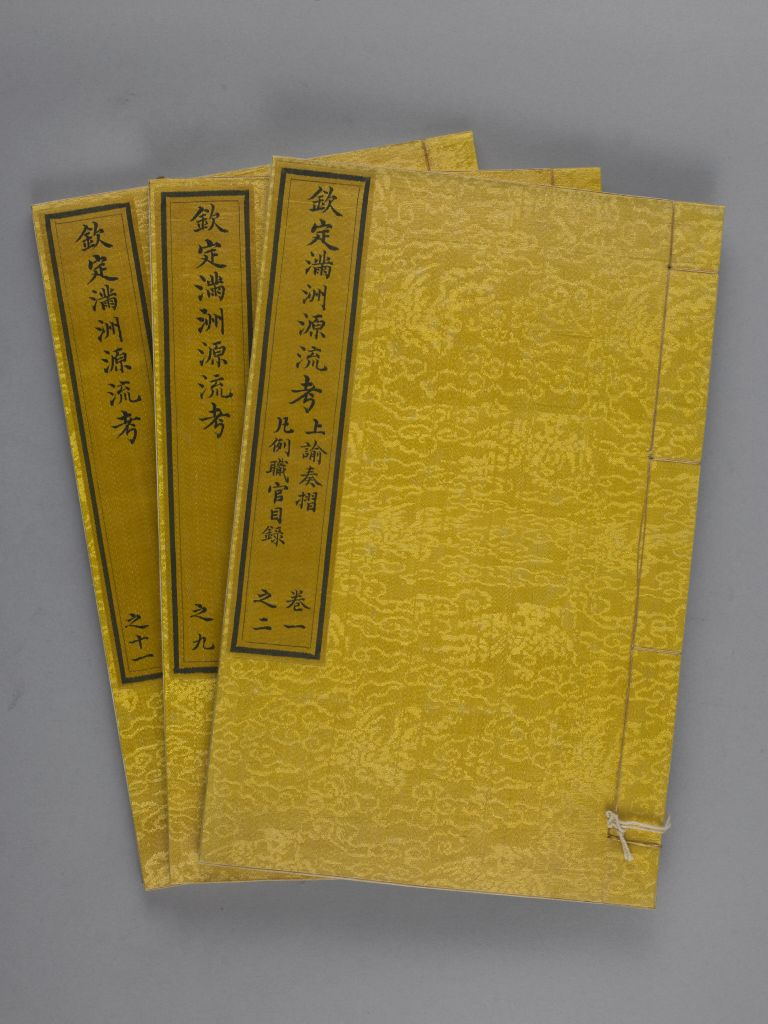
중국 베이징 고궁박물원 소장 중인《흠정만주원류고》

《흠정만주원류고》(欽定滿洲源流考, 만주어: ᡝᡥᠰᡝᡳ
ᡨ᠋ᠣᡴ᠋ᡨ᠋ᠣᠪᡠᡥ᠊ᠠ
ᠮᠠᠨᠵᡠᠰᠠᡳ
ᡩᠠ
ᠰᡝᡴᡳᠶᡝᠨ  ᡳ
ᡴᡳᠮᠴᡳᠨ
ᠪᡳᡨᡥᡝ Hesei Toktobuha Manjusai Da Sekiyen-i Kimcin Bithe)는 만주인의 원류에 관해 기록한 책으로, 전체 20권의 이 책은 건륭제의 칙명을 받아 1778년(건륭 43)에 완성된 칙찬서로 권수 이외에 네 부분으로 이루어져 있다. 《성경부》(盛京賦), 《팔기만주씨족통보》, 《팔기통지》(八旗通志), 《팔기칙례》(八旗則例), 《요금원삼사국어해》(遼金元三史國語解) 등 만주인의 역사와 문화, 풍속을 정리하는 일련의 국가정책의 일환으로 이해된다.
이 책은 만주인의 역사를 고증한 책으로, 79종의 사료를 인용하여 글의 대강(大綱)을 형성하였고, 약 1,800여 개의 주석을 활용하여 본문의 중요 내용을 고증하였으며, 각 권마다 50여 개의 사견을 붙여 그 내용을 정리하였다.

## 편찬 경위
《만주원류고》담당 총재
| 아구이(만주어: ᠠᡤᡡᡳ) | 동고(董誥) | 우민중(于敏中) |
| 허션                 | 왕걸(王杰) |                |

《만주원류고》는 만주인의 정체성을 강조한 역사책으로 건륭 42년인 1777년 대학사 아구이ㆍ우민중 등이 칙명을 받들어 이듬해인 1778년에 완성하였다. 당시 건륭제는 한족 역사가들이 만주어에 이해가 얕아 고증을 제대로 못하는 것에 대한 불만을 가졌기 때문에 여러 명성있는 대학사들을 모아 문헌들을 모으게 하였고 이 모아진 문헌들을 근거와 만주족들이 옛부터 생각해오던 자신들의 뿌리에 대한 주장들에 대해 대학사들의 평가를 진행하게 하였다. 이에 건륭제는 만주 전통의 틀을 정하고 이를 통해 종족 정체성을 유지하기 위해 총 35명의 학자를 투입하여 《흠정만주원류고》로 이름 지어진 대규모 편찬사업을 지시했다.

## 내용
《흠정만주원류고》는 지금까지 항상 그래왔던 한족중심사관에 의한 사서 기록에서 벗어나 만주인 지배층의 시각에서 편찬한 것으로 여진족에서 만주족으로 이어지는 자신들이 예전부터 가지고 있던 민족성을 나타내는 문헌이다. 내용은 기본적으로 여진,만주인이 시대별로 부여, 고려, 삼한, 백제, 신라, 숙신, 발해 읍루, 물길, 말갈, 발해, 여진(건주, 완안)로 그 계통이 이어지고, 청나라의 건국은 1,000여 년 동안의 이어져온 계통의 고유한 정치적, 문화적 발전과 진보의 결과로 설명하고 있다. 《만주원류고》 에서는 금나라의 시조를 신라, 혹은 고려의 인물로 단정(斷定)하면서 부여, 삼한, 백제, 신라, 발해 등을 만주족의 계통과 기원으로 포함시켰다. 한족중심사관의 현대 중국 학자들은《흠정만주원류고》를 만주족을 숭고하기 위해 편찬했다고 폄하하는 경우도 있지만 숭고를 위해서는 굳이 한민족을 골라 관련성을 주장할 필요가 없었으며 고려, 발해 이후 만주족들의 민족 의식에서 한반도인이 깊게 관련되어 있었다는 것을 《만주원류고》통해 알 수 있다. 적어도 만주족들은 매우 예전부터 신라와 고려를 자신들의 뿌리라고 믿고 있었다는 것 또한 알 수 있다. 만주족들이 예전부터 믿고 있던 민족 뿌리 의식을 바탕으로 역대 사료들에 나타나는 기록 가운데 만주족 계통과의 유사한 민족들을 취사선택하여 고증하고자 하였는데 한반도의 왕조가 만주족의 뿌리인 것으로 선택되었다.역대 문헌들을 조사하고 만주족이 가지고 있던 민족 의식에 수 년간 대학사들이 연구하여 작성되었으며 언어학적인 방법도 이용되어 설명하고 있다.
건륭제는 만주인들의 역사를 설명하기 위해 《만주원류고》를 편찬하도록 하였다. 만주인이 가지고 있는 뿌리 의식을 보여주고 고대를 사실적으로 고증하여 사람들에게 보여줌으로써 그는 만주인의 유산을 입증하여 청나라 통치의 정통성을 강조하기를 희망했다.
만주원류고는 여러 사서의 문헌적인 기록을 바탕으로 작성되었으며 여러 명성있는 학자들의 주장, 그리고 만주족들이 가지고 있는 민족 의식도 많이 반영되었다. 이후 20세기에 작성된 만주족에 관한 근대적인 기록들 역시 건륭제가 편찬한 만주원류고를 중심으로 기록되었고, 문헌적 증거와 학자들의 주장 그리고 만주족들이 옛부터 생각하던 자신들의 뿌리를 근거로 하여 만주족의 여러 왕조를 지나 청나라가 건국되는 역사적 진보의 결과라고 표현함으로써 모든 만주족에게 논리정연한 만주족의 역사를 제공하는데 성공할 수 있었다. 덕분에 이는 만주족의 정체성에 대한 청나라의 시도의 정점으로 평가된다.

## 구성

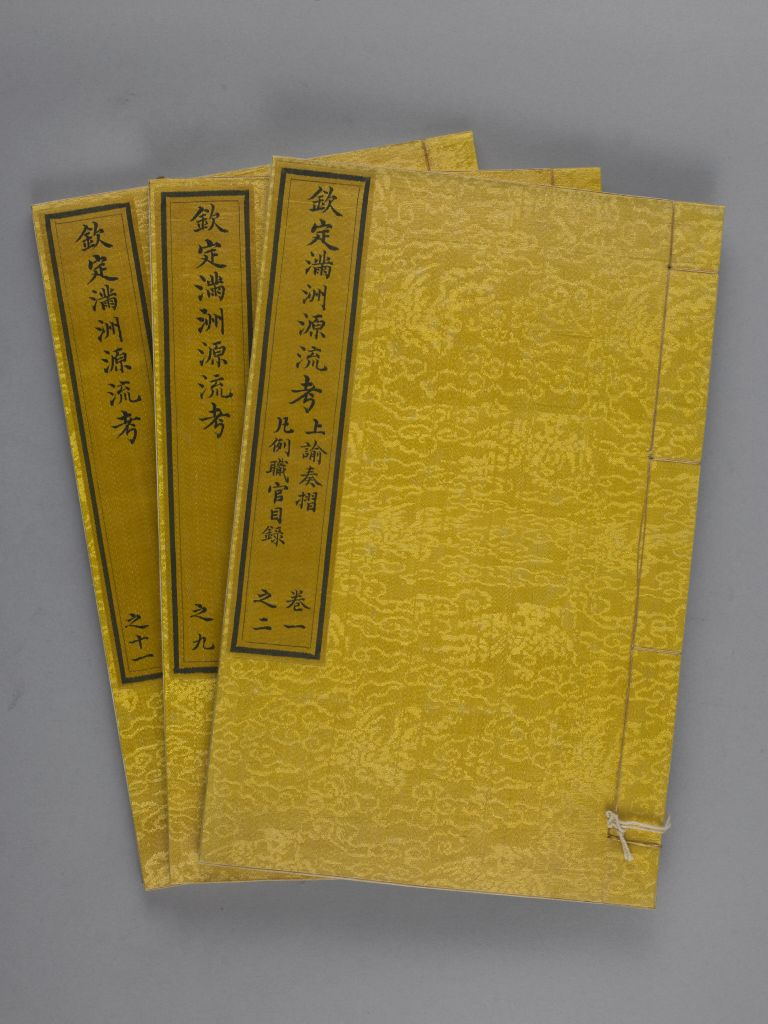
중국 베이징 고궁박물원 소장 중인《흠정만주원류고》

이 책은 총 20권으로, 부족, 강역, 산천, 국속 등 4개 부문으로 나뉘어 있다.
- 1. 부족(部族) : 권 1부터 권 7까지로, 숙신, 부여, 읍루, 삼한, 물길, 백제, 신라, 말갈, 발해, 완안, 건주 등 여러 부와 이웃에 있던 소론[주 1][주 2], 퍄카[주 3]등의 흥망성쇠에 대하여 기록하고,[18] 뒤에 《〈금사(金史)〉성씨고(姓氏考)》를 덧붙였다.[19]
- 2. 강역(疆域) : 권 8에서 권 13까지로, 뒤에 《명위소성참고(明衛所性站考)》를 덧붙였다.
- 3. 산천(山川) : 권 14에서 권 15.
- 4. 국속(國俗) : 권 16에서 권 20.

'흠정만주원류고'는 청나라 제6대 황제 건륭제의 지시로 편찬된 만주족의 역사서로, 이 책에는 부여와 삼한, 백제, 신라, 발해 등 한국 고대사와 관련된 내용도 기록되어 있다. 청나라 황제 건륭제의 지시로 한림원(翰林院)이 주관하여 당시 최고의 관학자(官學者)들과 관리 30여 명이 참여하여 편찬한 역사서이다. 기존의 역대 사서와 지리지, 개인 문집 등에서 만주와 한반도에 관련된 방대한 자료들이 모아져 있다.
《만주원류고》 제1권 부족편에는 《발상세기(發祥世紀)》라는 책을 인용하여 만주족이 애신각라(愛新覺羅)라는 성을 얻게 된 내력과 만주(滿洲)를 건국한 과정에 대해 기록되어 있다.

## 참고 자료
《만주원류고》한글 번역서는 다음과 같다.
- 장진근 역주, 《만주원류고》, 파워북, 2008년
- 남주성 저, 《흠정만주원류고》(상)(하), 글모아, 2010년

## 같이 보기
- 만주족의 건국 신화
- 아이신 교로 부쿠리 용숀
- 만주족